# ويليم ريدنغتون هيوليت
ويليام ريدنغتون هيوليت (بالإنجليزية: William Redington Hewlett) (20 مايو 1913 - 12 يناير 2001) كان مهندس وشريك مؤسس مع دايفيد باكارد شركة هوليت-باكارد.

## النشأة وتعليمه
هيوليت ولد في ميشيغان وكان ابوه يُدرس في جامعة ميشيغان، ثم انتقلت العائلة إلى سان فرانسيسكو وهناك تلقى هيوليت تعليمه
في جامعة ستانفورد وحصل على شهاد\ة البكلوريوس في 1934 , والماجستير في الهندسة الكهربائية.

## هيوليت-باكارد
هو ودايفيد باكارد بدؤا مناقشة حول افتتاح شركة في اوغسطس 1937 وأسسوا شركة هوليت-باكارد في 1 يناير 1939 , وبرمي قطعة
نقدية قرروا تسمية الشركة على اسميهما.
كان رئيساً للشركة من 1964 إلى 1977 , وكمدير تنفيذي (CEO) من 1968 إلى 1978 , وظل رئيس اللجنة التنفيذية حتى 1983 , وبعد ذلك أصبح
نائب رئيس المجلس في 1987.
ستيف جوبز عندما كان عمره 12 سنة، انصل بهيوليت عارضاً عليه عداد تردد الذي قام بصنعه، اُعجب هيوليت بجوبز وعرض عليه عمل صيفي، وذكر
جوبز شركة HP كاحدى الشركات المعجب بها.